# Mesoraca
Mesoraca est une commune italienne de la province de Crotone dans la région Calabre.

## Géographie
En dehors de très belles places et de l'Hôtel-de-Ville, la ville est connue par son grand jardin, le "Parco Fluviale del Vergari", aux essences rares.

## Églises
- Convento e Santuario del Santissimo "Ecce Homo", lieu de pèlerinage très fréquenté dans la région, qui renferme un grand Christ en cire portant la couronne d'épines, le manteau rouge et les traces de la flagellation avant sa crucifixion.
- Chiesa del Ritiro
- Chiesa dell'Annunziata
- Chiesa della Candelora
- Chiesa di San Michele Arcangelo
- en dehors de la ville, les ruines de l'Abbazia di Sant'Angelo de Frigillo0

## Administration
| Période                                  | Période | Identité | Étiquette | Qualité |
| ---------------------------------------- | ------- | -------- | --------- | ------- |
|                                          |         |          |           |         |
| Les données manquantes sont à compléter. |         |          |           |         |

### Hameaux
Filippa

### Communes limitrophes
Belcastro, Cutro, Marcedusa, Petilia Policastro, Petronà, Roccabernarda, Taverna, Zagarise